# Somatogyrus
Somatogyrus là một chi ốc nước ngọt và nước lợ rất nhỏ, động vật thân mềm chân bụng có mài sống trong môi trường nước ngọt trong họ Hydrobiidae.

## Các loài
Các loài trong chi Somatogyrus gồm có:
- Somatogyrus alcoviensis
- Somatogyrus amnicoloides
- Somatogyrus aureus
- Somatogyrus biangulatus
- Somatogyrus constrictus
- Somatogyrus coosaensis
- Somatogyrus crassilabris
- Somatogyrus crassus
- Somatogyrus currierianus
- Somatogyrus decipiens
- Somatogyrus excavatus
- Somatogyrus hendersoni
- Somatogyrus hinkleyi
- Somatogyrus humerosus
- Somatogyrus nanus
- Somatogyrus obtusus
- Somatogyrus parvulus
- Somatogyrus pilsbryanus
- Somatogyrus pygmaeus
- Somatogyrus quadratus
- Somatogyrus sargenti
- Somatogyrus strengi
- Somatogyrus tenax
- Somatogyrus tennesseensis
- Somatogyrus virginicus
- Somatogyrus wheeleri